# Hesionides arenaria
Hesionides arenaria är en ringmaskart som beskrevs av Friedrich 1937. Hesionides arenaria ingår i släktet Hesionides och familjen Hesionidae. Arten är reproducerande i Sverige. Inga underarter finns listade i Catalogue of Life.